# Une 2CV pour Luciano
Une 2CV pour Luciano est le troisième album de la série de bande dessinée Une aventure de Jacques Gipar de Thierry Dubois (scénario) et Jean-Luc Delvaux (dessin). Il fut publié en mars 2012 aux Éditions Paquet, dans la collection Calandre. L'album comprend quatre aventures :
1. Du Rififi à Pouilly
2. Dernière séance sur la Durance
3. L'Hispano disparue
4. Une 2CV pour Luciano

## Résumés

### Du Rififi à Pouilly
L'action se déroule en 1952. Après avoir couvert un procès à Nevers pour le compte du journal 'France Enquêtes', Jacques Gipar s'apprête à regagner Paris au volant de son Aronde. Il rencontre alors Petit-Breton, jeune homme visiblement pressé, qui lui demande de le déposer à Montargis, prétextant que sa femme est sur le point de se faire opérer. À peine partis, ils sont pris en chasse puis interceptés par les occupants d'une Ford Vedette, qui recherchent Petit-Breton. Ce dernier, qui leur aurait extirpé une certaine somme au poker, s'est prestement éclipsé et les deux agresseurs s'en prennent à Gipar qui parvient à repartir à leur nez. Il est de nouveau pris en chasse par la Ford mais en provoquant des gendarmes attablés à une terrasse il déclenche une intervention des forces de l'ordre qui conduira à la neutralisation et à l'arrestation des poursuivants, à Pouilly-sur-Loire.

### Dernière séance sur la Durance
En août 1953, Jacques Gipar passe des vacances à Juan-les-Pins avec son amie Louise. Son rédacteur en chef le contacte pour enquêter sur l'affaire Dominici. Tandis que Louise prévoit de rentrer directement à Paris en train, Petit-Breton et sa nouvelle conquête Tina rejoignent Gipar ; ils sont traqués par Gustavo, un mafioso à qui Petit-Breton a subtilisé Tina. Poursuivis par Gustavo et deux de ses complices sur la route Napoléon, Gipar et ses amis parviendront de justesse à échapper aux bandits.

### L'Hispano disparue
À l'automne 1953, près de la forêt de Fontainebleau, Jacques Gipar enquête sur le vol d'une Hispano-Suiza appartenant à un noble ruiné.

### Une 2CV pour Luciano
Fin 1953, Jacques Gipar et Petit-Breton cherchent à rencontrer Lucky Luciano, ancien mafioso de passage en France. Ils croisent sa route alors qu'il est poursuivi par des rivaux cherchant à l'éliminer, et au cours d'un périple dans le Luberon, vont l'aider à échapper à ses ennemis.

## Personnages principaux

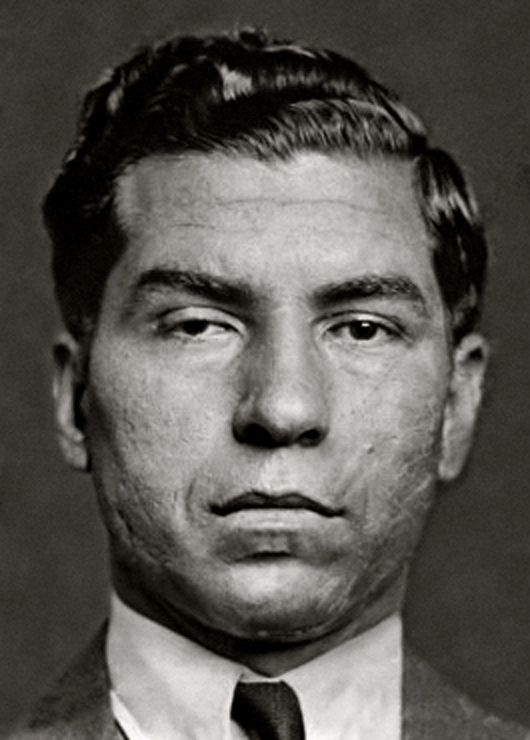
Le mafieux Lucky Luciano.

- Jacques Gipar : journaliste à la revue France Enquêtes
- Petit-Breton, collaborateur occasionnel de Gipar
- Louise, amie de Gipar
- Tina, amie de Petit-Breton
- Pierre Garry, rédacteur en chef de France Enquêtes
- Gustavo, bandit italien
- Gino, complice de Gustavo
- Bornichard, commissaire à la Sûreté générale
- Comte de la Bergerie, châtelain ruiné
- Philibert, ancien chauffeur du comte
- Lucky Luciano, «mafioso» italo-américain

## Véhicules remarqués

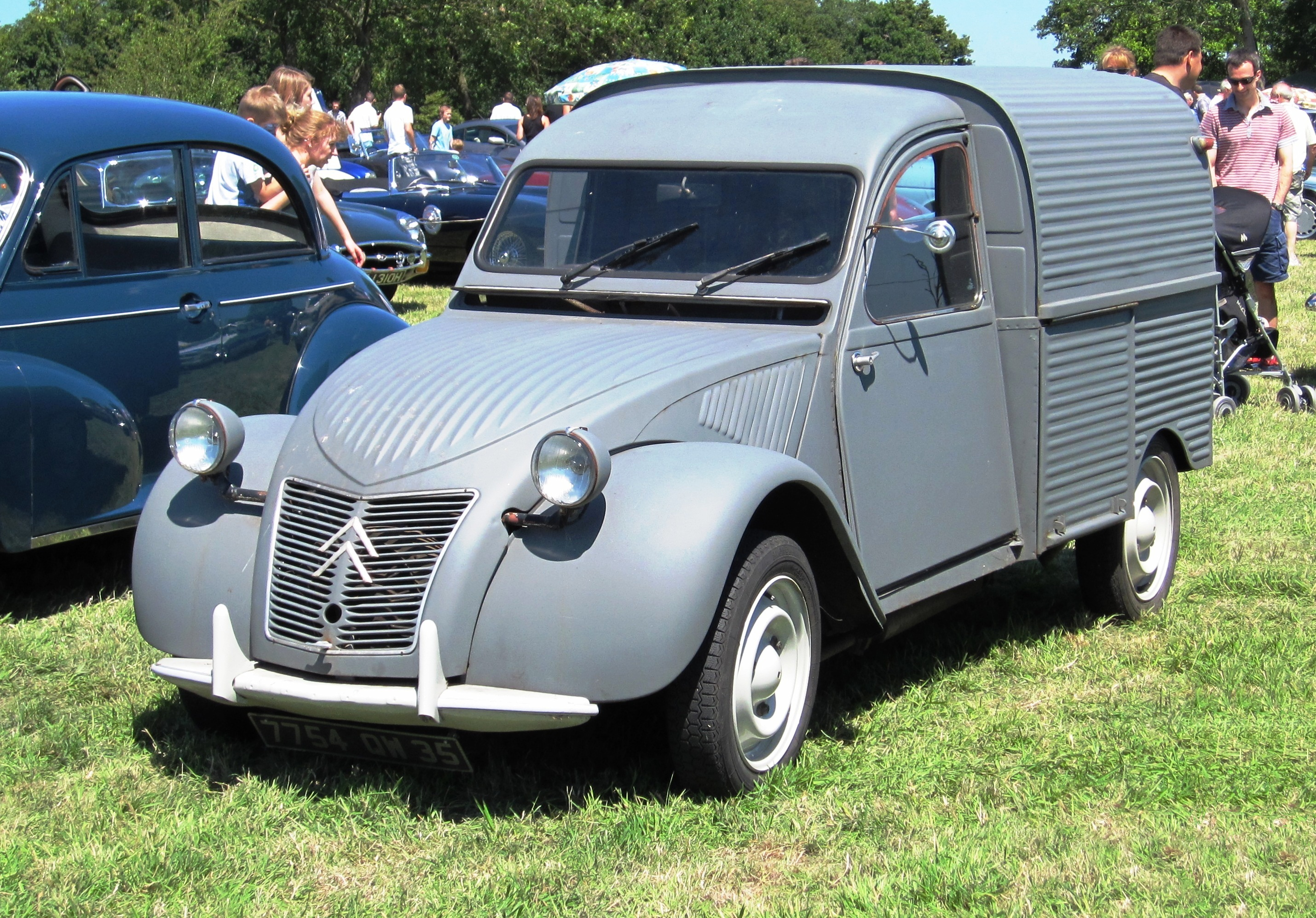
Une Citroën 2CV fourgonnette AZU, semblable à celle conduite par Gipar.

- Simca 9 Aronde (deuxième série), voiture de Gipar
- Ford Vedette, voiture des poursuivants de Petit-Breton
- Renault Goélette 1 000 kg, fourgonnette de gendarmerie
- Ford Comète, voiture de Garry prêtée à Gipar
- Fiat 1400, voiture des trafiquants italiens
- Sunbeam Alpine MkI, de passage à Escragnolles
- Citroën T23, camion bâché dépassé sur la route Napoléon
- Volkswagen Type 1, voiture des touristes allemands
- Hispano-Suiza H6B 1923, appartenant au Comte de la Bergerie
- Citroën 2CV fourgonnette AZU, voiture du journal 'France Enquêtes'
- Pontiac Special Six Four-Door Touring Sedan (1940), voiture de Marciano
- Buick Eight Super Sedan (1950), voiture des mafiosi siciliens

## Lieux visités

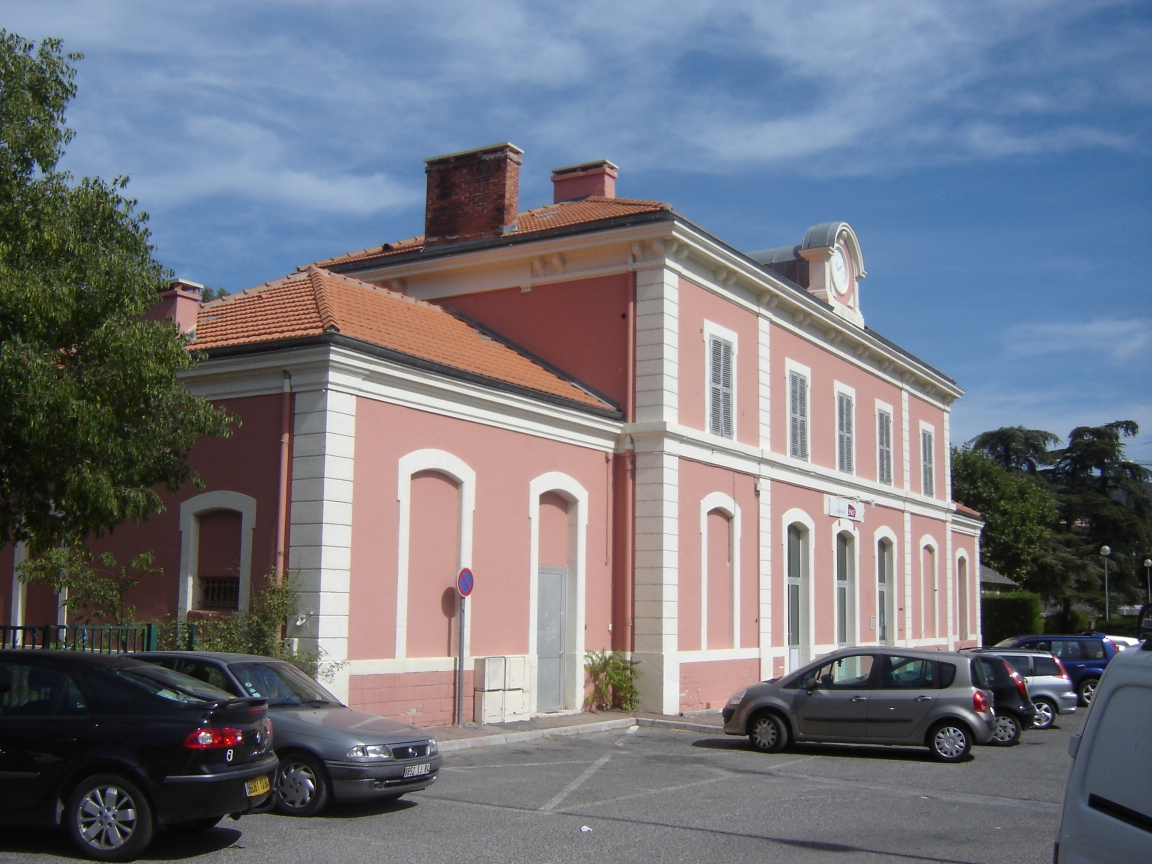
La gare d'Apt, où s'achève l'aventure de Luciano.

- Nevers
- Pouilly-sur-Loire
- Menton
- Juan-les-Pins
- Route Napoléon
- Escragnolles
- Castellane
- Digne
- Forêt de Fontainebleau
- Paris
- Le Luberon
- Apt